# Calabria zászlaja
Calabria zászlaját a benne található tartományi címerrel együtt 1992. június 15-én fogadták el. A sötétkék alapon ábrázolt címer korong alakú, átlósan negyedelt. Az első negyedben egy fenyőfa, a másodikban egy bizánci kereszt, a harmadikban egy spanyol kereszt, a negyedikben pedig egy dór oszlopfő látható, a régió történelmi hagyományaiból származtatva. A címer alatt és felett a régió neve olvasható. A zászló oldalainak aránya 2:3.